# ۱۰۱۷ (خورشیدی)
۱۰۱۷ هزار و هفدهمین سال هجری خورشیدی است.